# Proces z Kolonii
Proces z Kolonii, dialog makroekonomiczny – instrument Unii Europejskiej mający na celu koordynację polityki strukturalnej w dziedzinie wzrostu gospodarczego i polityki zatrudnienia, przyjęty w 1999 przez Radę w Kolonii, realizowany głównie poprzez spotkań (2 w roku) o charakterze poufnym, w spotkaniach w ramach dialogu makroekonomicznego biorą udział: Rada Unii Europejskiej, Komisja Europejska, przedstawiciele Europejskiego Banku Centralnego i partnerów społecznych.